# Scaptia lasiophthalma
Scaptia lasiophthalma är en tvåvingeart som först beskrevs av Pierre Justin Marie Macquart 1834.
Scaptia lasiophthalma ingår i släktet Scaptia och familjen bromsar. Inga underarter finns listade i Catalogue of Life.